# Computer Sciences Corporation

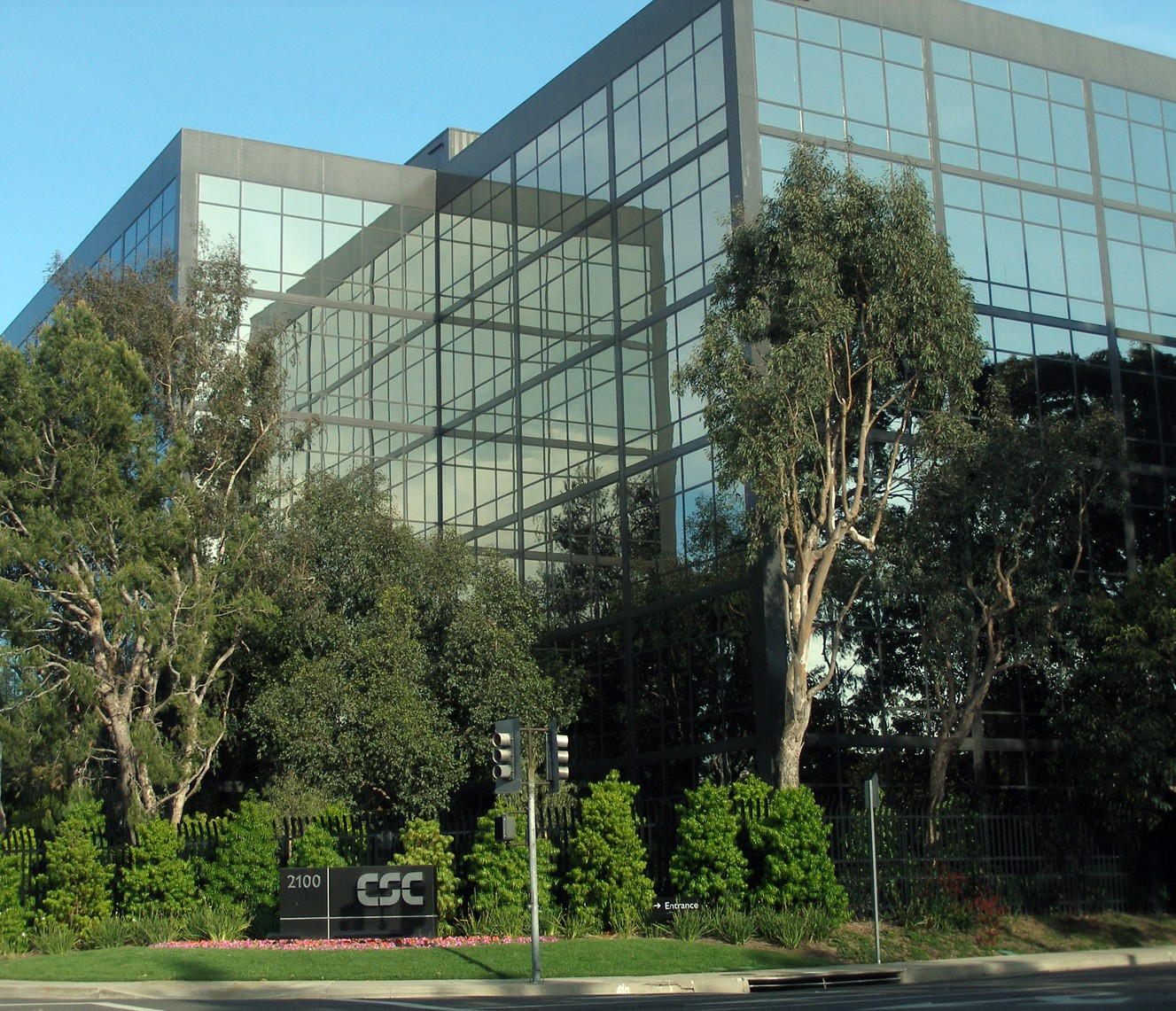
vestiging in El Segundo

Computer Sciences Corporation (CSC) was een Amerikaans ICT-dienstverleningsbedrijf. Het opereerde wereldwijd en was genoteerd aan de aandelenbeurs van New York. Het hoofdkwartier stond in Falls Church, in de metropool van Washington D.C.. In 2017 is het gefuseerd met HPE-ES tot het huidige DXC Technology.
Computer Sciences Corporation werd in 1959 opgericht door Roy Nutt, Fletcher Jones en Bob Patrick. Het bedrijf heeft zo'n 56.000 werknemers en een omzet van 12,2 miljard dollar (2015).
Computer Sciences Corporation was lange tijd de hoofdsponsor van de wielerploeg CSC, die vanaf 2009 de naam Team Saxo Bank draagt.